# Kallithea FC
Der Kallithea FC (griechisch Γ.Σ. Καλλιθέα, Gymnasticos Syllogos Kallithea) ist ein griechischer Fußballverein aus Kallithea (Athen), der derzeit in der Super League 2 spielt.

## Geschichte
Der Verein wurde 1966 durch den Zusammenschluss von vier Fußballvereinen (Esperos, Iraklis, AE Kallitheas und Kallithaikos) gegründet. Ein weiterer Verein (Pyrsos) kam im darauffolgenden Jahr dazu. Die fünf Ursprungsvereine werden durch die fünf Sterne im Logo des Klubs dargestellt.
Neben der Fußballabteilung unterhält der Verein seit 1985 auch Gymnastik- und Leichtathletikabteilungen. Seit 2020 gibt es zudem eine E-Sport-Abteilung.

## Fußballabteilung

### Ligenzugehörigkeit
- 1966–1969: Beta Ethniki
- 1969–1982: Football League
- 1982–1987: Beta Ethniki
- 1987–1990: Football League
- 1990–1993: Beta Ethniki
- 1993–1994: Football League
- 1994–1997: Beta Ethniki
- 1997–2002: Football League
- 2002–2006: Super League
- 2006–2009: Football League
- 2009–2010: Beta Ethniki
- 2010–2018: Football League
- 2018–2020: Gamma Ethniki
- 2020–2021: Football League
- 2021–2024: Super League 2
- 2024–: Super League

Stand: Saison 2020/21

### Ehemalige Spieler
- Theofanis Gekas
- Panagiotis Ikonomopoulos
- Yves Triantafilos
- Alekos Alexandris
- Józef Wandzik
- Bledar Cola
- Georgios Koutroubis
- Grigoris Makos

Im Jahr 2005 wechselte der spätere Bundesliga-Torschützenkönig Theofanis Gekas, vom Kallithea FC zu Panathinaikos Athen.

### Kader 2024/25
Stand: 20. Januar 2025
| Nr. |                         | Position | Name                  |
| --- | ----------------------- | -------- | --------------------- |
| 1   | Griechenland            | TW       | Athanasios Pantos     |
| 2   | Venezuela               | AB       | Josua Mejías          |
| 3   | Bosnien und Herzegowina | AB       | Nemanja Nikolić       |
| 6   | Moldau Republik         | AB       | Andrei Moțoc          |
| 7   | Griechenland            | ST       | Andreas Vasilogiannis |
| 8   | Spanien                 | MF       | Javier Matilla        |
| 10  | Brasilien               | ST       | Demethryus            |
| 11  | Griechenland            | AB       | Nikolaos Kenourgios   |
| 13  | Spanien                 | TW       | Bernabé Barragán      |
| 14  | Griechenland            | AB       | Georgios Manthatis    |
| 17  | Senegal                 | MF       | Mor Ndiaye            |
| 18  | Italien                 | ST       | Elia Giani            |
| 19  | Griechenland            | AB       | Nicolás Marotta       |

| Nr. |              | Position | Name                    |
| --- | ------------ | -------- | ----------------------- |
| 20  | Griechenland | MF       | Giannis Sardelis        |
| 23  | Finnland     | AB       | Pyry Soiri              |
| 24  | Griechenland | TW       | Ioannis Gelios          |
| 25  | Griechenland | ST       | Giannis Loukinas        |
| 26  | Italien      | MF       | Alessandro Mercati      |
| 27  | Griechenland | MF       | Georgios Vrakas         |
| 28  | Frankreich   | MF       | Mathieu Valbuena        |
| 30  | Senegal      | MF       | Samba Diba              |
| 37  | Griechenland | AB       | Giannis Tsivelekidis    |
| 58  | Griechenland | AB       | Triantafyllos Pasalidis |
| 77  | Frankreich   | AB       | Nicolas Isimat-Mirin    |
| 99  | Griechenland | TW       | Andreas Sakelliadis     |
| -   | Kamerun      | ST       | François Mughe          |